# Pyracmon nigrifemur
Pyracmon nigrifemur là một loài tò vò trong họ Ichneumonidae.